# Hydraecia vindelicia
Hydraecia vindelicia är en fjärilsart som beskrevs av Freyer 1849. Hydraecia vindelicia ingår i släktet Hydraecia och familjen nattflyn. Inga underarter finns listade i Catalogue of Life.